# هیولایی از فضا

روی جلد کتاب

هیولایی از فضا کتابی علمی-تخیلی اثر رابرت هاین‌لاین است که در سال ۱۹۵۴ میلادی نوشته شده‌است.
این اثر یکی از معدود کارهای هاین‌لاین است که چندان ردی از دل‌مشغولی وی به نظامی‌گری در آن دیده نمی‌شود. مانند بسیاری از آثار دیگر هاین‌لاین، زنان در این کتاب هم نقش بنیادی در هر فعالیت و تصمیم‌گیری مهم دارند.
هیولایی از فضا را عبدالله نورایی ترجمه کرده و به سال ۱۳۷۶ خورشیدی در انتشارات پاسارگاد به طبع رسیده‌است.

## داستان
جان استوارت یازدهم، حیوان فضایی دست‌آموزی دارد که از اجدادش به او ارث رسیده. حیوان یکصد و بیست سال در خانوادهٔ استوارت محبوب بوده و در این مدت با هر بار خوردن آهن، به حجم و وزنش افزوده می‌شود. در زمان شروع داستان حیوان که لوموکس نامیده می‌شود، حدود ۸ تن وزن دارد و از یک فیل هم بزرگ‌تر است.
ماجرا از آنجا آغاز می‌شود که لوموکس می‌گریزد و در پشت سرش ردی از شهروندان همسایهٔ استوارت‌ها را عصبانی باقی می‌گذارد. دادگاه محلی، که با صحبتهای بتی، دوست و نامزد جان نزدیک به تبرئه‌ٔ او شده، با یک حرکت عصبی از لوموکس او را محکوم به مرگ می‌کند. بعد از یکی دو سعی بیهوده برای کشتن لوموکس که با شکست روبرو می‌شوند، او می‌گریزد و به خانهٔ استوارت‌ها برمی‌گردد. جان استوارت با لوموکس از خانه می‌گریزند و به کوه می‌زنند. کلانتر جایزه‌ای می‌گذارد و جایزه‌بگیران به دنبال آنها به راه می‌افتند.
در همان زمان، نمایندگان یک نژاد قدرتمند بیگانه، پیدا می‌شوند و طلب فرزند گمشده‌شان را می‌کنند و تهدید می‌کنند در صورت عملی نشدن خواسته‌شان زمین را از بین می‌برند. معلوم می‌شود که آن فرزند همان لوموکس است و جستجویی به دنبال آنها آغاز می‌شوند. بتی جان را پیدا می‌کند و بی‌خبر پیشنهاد می‌کند تا او را در شهر مخفی کنند.